# Bicon ruficeps
Bicon ruficeps är en skalbaggsart som beskrevs av Maurice Pic 1922. Bicon ruficeps ingår i släktet Bicon och familjen långhorningar.
Artens utbredningsområde är Laos. Inga underarter finns listade.